# Plötzlich Familie
Plötzlich Familie (Originaltitel: Instant Family) ist eine US-amerikanische Filmkomödie aus dem Jahr 2018 von Sean Anders mit Mark Wahlberg, Rose Byrne, Isabela Moner, Gustavo Quiroz und Julianna Gamiz. In den USA kam der Film am 16. November 2018 in die Kinos, in Österreich am 17. Januar 2019. Der deutsche Kinostart erfolgte am 31. Januar 2019.

## Handlung
Ellie und Pete sind ein glücklich verheiratetes Ehepaar. Gemeinsam betreiben sie eine Firma, die sanierungsbedürftige Häuser kauft, renoviert und anschließend weiterverkauft. Familiengründung war bislang kaum ein Thema, bis sich Ellie eines Abends die Website einer Adoptionsagentur ansieht, die nach Pflegeeltern sucht. Die beiden nehmen Kontakt mit der Agentur auf und absolvieren einen entsprechenden Vorbereitungskurs.
In der Folge lernen sie ein Geschwister-Trio, bestehend aus der 15-jährigen rebellischen Lizzy und deren jüngeren Geschwister Juan und Lita, kennen. Ellie und Pete nehmen die drei bei sich auf. Plötzlich stehen die beiden frischgebackenen Eltern vor Herausforderungen, die ihren bisherigen Alltag komplett durcheinanderbringen, zumal die drei zunächst überhaupt kein Interesse daran zeigen, sich von ihren Pflegeeltern etwas sagen zu lassen.
Pete und Ellie stellen fest, dass das Elternsein wesentlich komplizierter ist, als sie es sich vorgestellt hatten. Gemeinsam gelingt es den fünf jedoch, die Tücken des Alltags zu meistern und langsam zu einer richtigen Familie zusammenzuwachsen.

## Synchronisation
Die deutsche Synchronisation übernahm die Interopa Film. Das Dialogbuch schrieb Kim Hasper, der auch Dialogregie führte.
| Rolle | Darsteller       | Synchronsprecher   |
| ----- | ---------------- | ------------------ |
| Pete  | Mark Wahlberg    | Oliver Mink        |
| Ellie | Rose Byrne       | Ranja Bonalana     |
| David | Kenneth Israel   | Peter Sura         |
| Jan   | Julie Hagerty    | Marina Krogull     |
| Linda | Britt Rentschler | Nadine Heidenreich |
| Lizzy | Isabela Moner    | Derya Flechtner    |
| Sandy | Margo Martindale | Almut Zydra        |

## Produktion und Hintergrund
Die Dreharbeiten fanden in Atlanta statt. Produziert wurde der Film von Paramount Pictures. Die Produktionskosten betrugen rund 48 Millionen US-Dollar.
Das Drehbuch basiert auf realen Erfahrungen des Regisseurs und Drehbuchautors Sean Anders, der selbst mit seiner Frau 2012 drei Kinder adoptiert hat.
Die heute als Isabela Merced auftretende Isabela Moner und Mark Wahlberg standen zuvor bereits für Transformers: The Last Knight (2017) gemeinsam vor der Kamera.

## Rezeption
Horst-Günther Fiedler schrieb in TV-Media, dass man sich vom Regisseur nach dessen beiden Daddy’s Home-Filmen „die nächste Klamauknummer“ erwartet hätte. Die Überraschung sei allerdings groß und angenehm, denn in dieser Dramödie stünde „neben jedem Lacher gleichberechtigt eine zerdrückte Träne“. Der Humor würde durch „Gilmore-Girls-ähnliche Highspeed-Dialoge festgelegt“. Dazu kämen großartige Figuren und eine punktgenaue Besetzung bis in die kleinsten Nebenrollen.
Christian Klosz von filmpluskritik.com lobte den Film ebenso, und attestierte ihm große Glaubwürdigkeit und Authentizität. Er vergab 7 von 10 möglichen Punkten und schlussfolgerte: „Plötzlich Familie ist ein extrem sympathischer Film. Kurzweilig, aber nie banal oder oberflächlich erzählt er davon, wie Menschen an Herausforderungen wachsen, wie (...) Kinder Vertrauen aufbauen und zum ersten Mal im Leben Liebe erfahren (....) und was es bedeutet, „Familie“ zu sein. Toll besetzt und gekonnt erzählt, ein echter Geheimtipp.“
Sidney Schering befand auf Quotenmeter.de, dass dem Film Anders’ Herzblut vollauf anzumerken sei: „Diese herzlich-ehrliche, liebevolle Komödie ist ein riesiger Spaß und wird dennoch auch dem Ernst seiner Thematik gerecht“. Zwar mag das Drehbuch nicht hundertprozentig flüssig strukturiert sein, dennoch würde überzeugen, wie die Autoren die Geschichte aufziehen. Mit Schnellfeuer-Dialogen und launiger Situationskomik bestückt, sei dies ein „wunderschöner, knackig erzählter Familienfilm, der sich nicht vor großen Emotionen scheut, ohne all zu kitschig zu werden, der nicht davor zurückschreckt, die Herausforderungen des (Adoptiv-)Elterndaseins anzupacken und der trotzdem in hoher Frequenz große Lacher hervorruft.“

## Auszeichnungen und Nominierungen (Auswahl)
Teen Choice Awards 2019
- Nominierung in der Kategorie Choice Comedy Movie[14]
- Nominierung in der Kategorie Choice Comedy Movie Actor (Mark Wahlberg)